# Allée couverte de la Justice
L'allée couverte de la Justice est une allée couverte située sur la commune d'Épône dans le département des Yvelines. 

## Historique
Le monument tient son nom du lieu où il a été érigé et qui est appelé depuis le XIIe siècle le « Champtier de la Justice ». Il fut pillé et en partie détruit en 1793 par les habitants croyant y trouver un trésor. Armand Cassan visita le site en 1833 et dissuada son propriétaire de détruire le monument. Perrier du Carne et Manouvrier y pratiquèrent une première fouille officielle en 1881. L'allée couverte fut classée au titre des monuments historiques en 1889. Elle fut à nouveau fouillée, sans résultat, en 1953-1954 par un archéologue allemand, le Dr Eugène Eble, puis l'édifice fut restauré et la chambre remblayée à hauteur de sol.

## Description
L'allée a été édifiée à un peu plus d'un kilomètre au sud de la rive gauche de la Seine dans la plaine alluviale, en zone inondable. Elle est orientée nord-ouest-sud-est, l'entrée ouvrant au nord-est. Elle est constituée d'une chambre longue de 11,70 m, large de 1,50 m à 1,75 m et haute de 1,90 m, délimitée par six orthostates côté gauche et onze côté droit. Le sol était pavé de plaquettes en calcaire d'une épaisseur de 5 cm à 6 cm. L'ensemble n'est plus recouvert que de trois tables de couverture dont l'une a été confortée par un pilier en béton lors de la restauration. Les destructions subies en 1793 ne permettent pas de savoir si le monument comportait une antichambre et quelle était l'architecture de l'entrée. Les orthostates sont en grès et calcaire, deux des tables en pierre meulière et la troisième en poudingue. Toutes ces roches sont disponibles sous forme d'affleurements naturels dans un rayon de 3 km à 4 km autour du site.
À l'origine, la chambre n'a pas été entièrement creusée dans le sol. Selon Cassan, les supports latéraux dépassaient du sol d'origine d'environ 0,60 m et selon le témoignage de la comtesse de Maule, avant son pillage, le monument était protégé par un tumulus en terre.

## Ossements et mobilier funéraire
Lors des fouilles de 1881, seule une section sur environ 5 m de longueur depuis le chevet était demeurée intacte. Elle comportait deux couches d'inhumations séparées par un lit de plaquettes en calcaire, la couche supérieure étant recouverte de la même manière. Bien que les crues successives de la Seine aient contribué à un tassement des couches archéologiques, trois squelettes ont été retrouvés en position fléchie, les genoux ramenés sous le menton, le corps couché sur le côté, les mains placées de chaque côté de la tête. Un foyer (1,30 m de large sur 0,80 m de long) a été découvert sous le dallage de la chambre mais aucun ossement ne comportait de traces de combustion. Les fouilleurs estimèrent le nombre d'inhumations à environ une soixantaine (58 humérus retrouvés). Quinze crânes (3 hommes, 12 femmes) furent découverts dont l'un comportait des traces de trépanation et trois autres des mutilations.
Le mobilier funéraire retrouvé se compose d'outils et armes en silex (7 haches polies, 3 belles lames finement taillées du type Grand Pressigny, 1 pointe de javelot, 4 grattoirs, 2 flèches tranchantes, 6 flèches à pédoncule et barbelures, 1 nucléus et des éclats) ou en grès, d'éléments de parure (2 amulettes en pierre verte et marbre, 1 oursin fossile, 3 rondelles en terre cuite) et de poteries (1 vase presque complet de style grossier, de nombreux tessons).